# Nemo Mobile
Nemo Mobile est une distribution Linux portant le noyau Linux sur différents appareils mobiles et embarqués, depuis 2012. Sujet à de nombreux changements, il a fait partie du Projet Mer, et a partagé du code avec SailfishOS. Il fait partie des rares systèmes mobiles indépendans d'Androïd.

## Functionning
À l'inverse de SailfishOS qui utilise Hybris, Nemo Mobile utilise Halium. Glacier est l'interface utilisateur, et fonctionne avec Qt. Il peut fonctionner sur PinePhone. L'avancée du développement du système peut être suivie sur le blog du développeur.

## Aperçu
Plusieurs captures d'écran permettent de voir le système sur le site officiel.

## References
1. ↑  « Nemomobile July Update », sur Nemo Mobile UX team, 5 août 2024 (consulté le 3 octobre 2024)
2. ↑  (en) « Nemo Mobile », sur GitHub (consulté le 3 octobre 2024)
3. ↑  « LINMOB.net | Librem 5, PinePhone, postmarketOS and more! », sur web.archive.org, 29 mai 2024 (consulté le 3 octobre 2024)
4. ↑  « Nemo QML Plugin D-Bus - Sailfish OS », sur web.archive.org, 30 juin 2024 (consulté le 3 octobre 2024)
5. ↑  « VCD21%20Nemo%20Mobile.pdf »
6. ↑  « Nemo/Glacier - Mer Wiki », sur web.archive.org, 31 juillet 2024 (consulté le 3 octobre 2024)
7. ↑  (en-US) « Jozef Mlích », sur Jozef Mlích (consulté le 3 octobre 2024)